# Пасочки

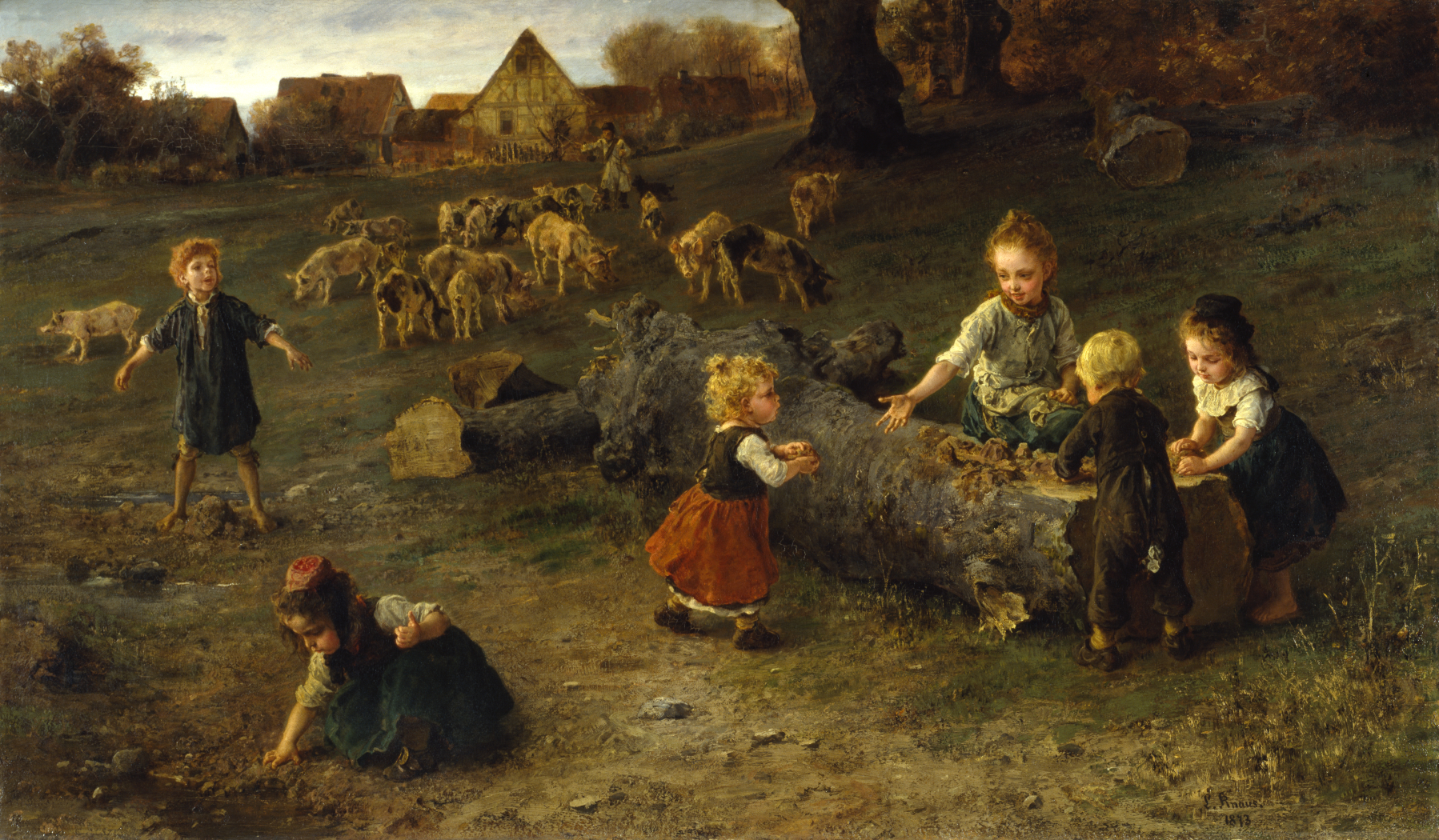
«Пасочки». Картина Людвіг Кнаус, 1873 р.

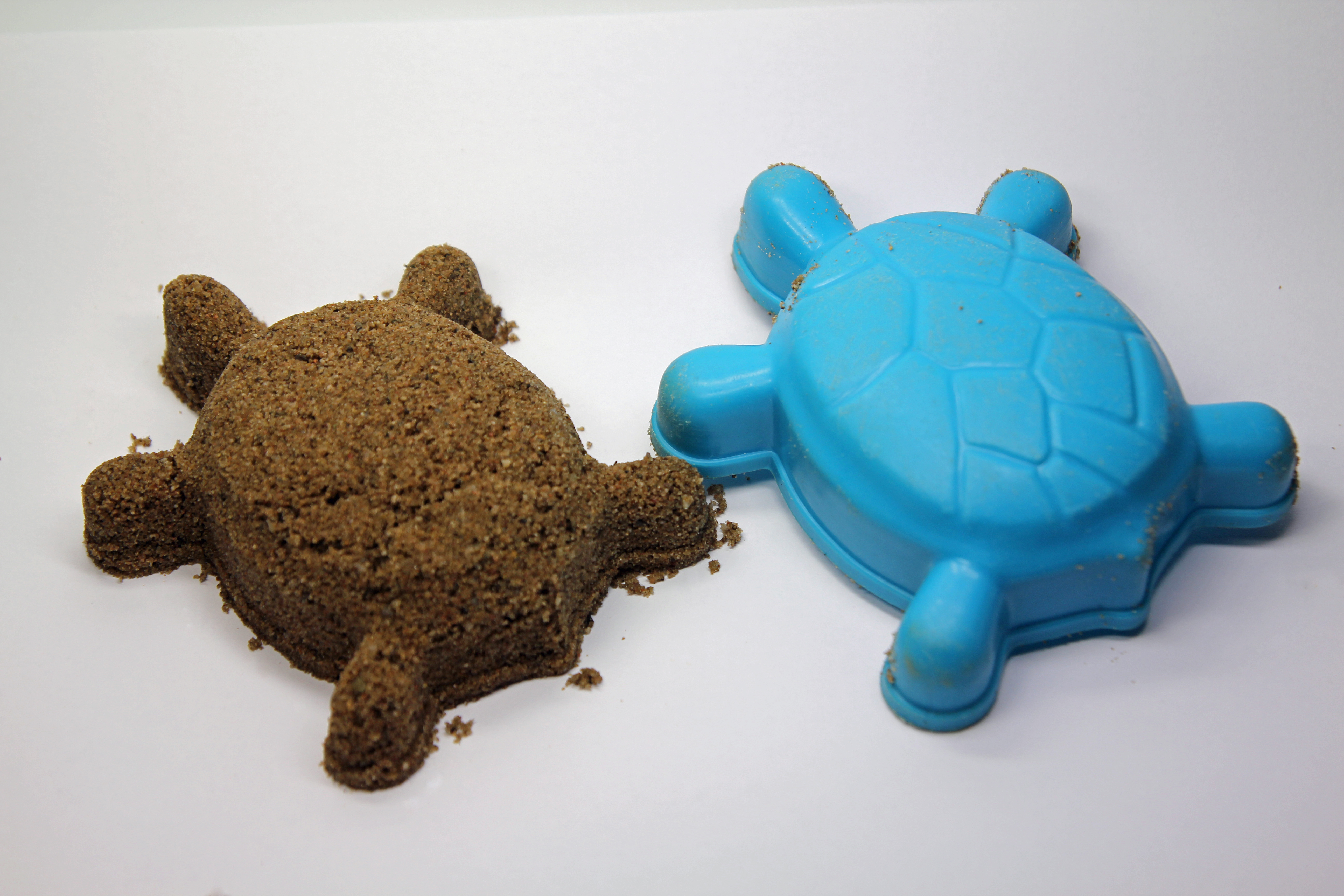
Формочка і пасочка, зроблена за її допомогою

Пасочки́ — дитяча забава чи гра, що полягає у ліпленні із суміші піску (та інших видів м'якого ґрунту) і води простих скульптурних форм, які потім руйнують, прикрашають чи «поїдають».

## Опис
Пасочки роблять з мокрого піску, також може додаватися галька і частинки рослин. Ліплять їх як безпосередньо руками, так і використовуючи спеціальні форми з пластику. Гра проводиться в пісочниці, або на морському березі чи на будь-якій піщаній ділянці.
Ліплення пасочок може бути дуже приємним заняттям, і як вважається, розвиває фантазію дитини. Створення пісочних «пиріжків» уможливлює досліджувати фактури і створює основу наукових розваг, оскільки вони змінюють властивості залежно від ступеня зволоженості піску. Деякі діти не люблять подібну гру, наприклад, з причини того, що «соромляться забруднитися».

## Техніка
Для пасочок необхідний мокрий пісок, використовується й інший ґрунт (садовий ґрунт, глина). Якщо ґрунт сухий, його зволожують: викопують ямку, додають воду і розмішують палицею. Деякі організовують вечірки, де разом з дітьми створюють пасочки, інші просто облаштовують ігрові приміщення для ліплення.
Окрім мокрого ґрунту, у «грі в пасочки» можуть використовуватися:
- тирса
- яєчна шкаралупа
- апельсинове лушпиння
- подрібнене листя
- сніг